# Пороки древесины
Поро́ки древеси́ны — особенности и недостатки древесины, как всего ствола дерева, так и отдельных его участков, ухудшающие её свойства и ограничивающие возможности её использования.
Естественные пороки, (в отличие от дефектов обработки), образуются в процессе роста дерева, из-за различных климатических условий и места произрастания, случайных повреждений, естественного старения, деятельности микроорганизмов, насекомых-вредителей и птиц. Влияние порока на качество древесины определяется его видом, размерами, расположением и назначением пиломатериала. Поэтому пороки, нежелательные в одних видах лесоматериалов, могут не приниматься во внимание в других и быть желательными в третьих. Только пороки, значительно снижающие прочность древесины, как, например, гнили, считаются безусловными. Некоторые пороки древесины используются в декоративных целях, в изготовлении мебели и других изделий (например, карельская береза).
Самой многочисленной группой пороков, кроме сучков, представляющих собой видоизменения одного порока, являются пороки строения древесины. Всего в ГОСТ 2140—81 занесена 181 разновидность пороков древесины.
Для выявления и измерения пороков древесины были разработаны методы гамма-дефектоскопии, а также фотоэлектрические, люминесцентные, магнитные, рентгеноскопические, акустические методы.
Несмотря на существующие способы автоматической дефектоскопии древесины, основным методом определения качества древесины остаётся визуальный, а самым надёжным инструментом — человеческий глаз.

## История изучения
В России изучение пороков древесины началось со второй половины XIX века. В это время появилась, например, статья студента В. Мисевича (ученика профессора Д. М. Кайгородова) «Исследование технических свойств древесины красной осины»; однако до 1930-х годов сведения подобного рода были отрывочны. Начиная с этого времени широкие работы по изучению пороков начинают вести коллективы многих научных учреждений.
В Советском Союзе изучением пороков древесины занимались почти все известные древесиноведы.
Степан Иванович Ванин, основатель древесиноведения — дисциплины, изучающей, в частности, и пороки древесины, специализировался на лесной фитопатологии и грибных поражениях древесины; создал кафедру древесиноведения в Ленинградской лесотехнической академии.
Александр Тимофеевич Вакин начал крупные исследования пороков древесины совместно с В. В. Миллером. В 1938 году под их редакцией был издан альбом «Пороки древесины», содержавший только иллюстрации. Позже А. Т. Вакин разработал правила и инструкции по хранению древесины, собрал полную коллекцию пороков древесины. Написал книгу «Альбом пороков древесины» (позднее «Пороки древесины»), законченную и изданную после его смерти ближайшими учениками. Эта книга с цветными и чёрно-белыми иллюстрациями выдержала несколько изданий с 1969 по 1980 год.
Большой вклад в исследования пороков древесины внёс профессор Л. М. Перелыгин. В частности, он обобщил опыт отечественных и зарубежных учёных в монографии «Влияние пороков на технические свойства древесины» (1949).
За рубежом в конце XIX века появились известные работы Р. Гартига, А. Шваппаха и Н. Шренка. Многое было сделано для изучения пороков в ГДР, Болгарии, Польше, Чехословакии, ФРГ, Англии, США и Финляндии.
В изучении пороков древесины ещё многое предстоит сделать: до сих пор не выяснена природа таких широко распространённых, но слабо изученных пороков, как крень, тяговая древесина, косослой, ложное ядро, и, что особенно важно, не найдены способы предотвращения их развития.

## Стандартизация
Всего в СССР было принято шесть сменявших друг друга стандартов на пороки древесины: начиная с ОСТ 2618, утверждённого в 1931 году, до ГОСТ 2140—81. По мере смены ГОСТов в них менялись названия пороков (например, косослой стал называться наклоном волокон, серни́ца — смоляным карманом, а затем кармашком; кремнина — местной кренью); многочисленные различавшиеся по грибам-возбудителям виды гнилей были сведены к трём: пёстрой ситовой, белой волокнистой и бурой трещиноватой. Многие пороки не помещались в государственные стандарты вообще.
Аналогичные стандарты имеются и большинстве стран. Пороки древесины также стандартизированы в международной системе ИСО.
В этой статье использована классификация пороков древесины из действующего ГОСТ 2140—81.

## Классификация
- Условные обозначения:
  - полужирным шрифтом выделяются названия пороков, присутствующие в ГОСТ;
  - полужирным курсивом выделяются названия пороков, отсутствующие в ГОСТ;
  - курсивом выделяются термины, а также пишутся названия, приведённые в другом месте статьи или в другой статье данной тематики;
  - (неофиц.) — неофициальное название понятия, присутствующего в ГОСТ.

## Сучки
- Сучок — это часть ветви, заключённая в древесине ствола.

В зависимости от своего состояния и отношения к окружающей древесине сучки различаются на светлые и тёмные; сросшиеся, несросшиеся и выпадающие; здоровые, гнилые и табачные и т. д. Также они классифицируются по своему расположению в пиломатериале.
На круглых лесоматериалах различаются открытый и заросший сучок, который может быть обнаружен по оставшемуся на поверхности вздутию разных видов.
Сучки являются основным сортообразующим пороком, их вид количество и в значительной степени влияют на ценность древесины как материала. В местах прорастания веток уменьшается прочность, так как сучок имеет собственную клеточную структуру, направленную под углом к окружающим волокнам. Присутствуют во всех сортах древесины. В процессе распиловки древесины и высыхания несросшиеся и частично сросшиеся сучки часто теряют связь с основой и выпадают.
- Специфической разновидностью сучка является пасынок (см. ниже).

## Трещины
- Трещина — это разрыв древесины вдоль, реже поперёк волокон. Различать трещины по видам имеет смысл только в крупных сортиментах, в мелких же трещины следует рассматривать как единый порок, выделяя только поперечные и, в некоторых случаях, отлуп.
  - Метиковая трещина, или метик[1] (неофиц.) — радиально направленная трещина в ядре, возникающая в растущем дереве, отходящая от сердцевины, но не доходящая до его периферии. Разновидности:
    - шильфер — совокупность коротких, идущих один под другим метиков в стволах старых косослойных сосен, пихт и елей с характерным чешуйчатым отслоением древесины внутри;
    - ветреница — в отличие от типичного метика, имеет наибольшую ширину не в центре ствола, а между сердцевиной и периферийной частью[2].

  - Отлупная трещина, или отлуп (неофиц.) — трещина, возникающая в растущем дереве, проходящая в зоне ядра или спелой древесины между годичными слоями. На торце выглядит как дугообразная трещина, не заполненная смолой.
  - Морозная трещина, или морозобоина (неофиц.) — возникает в растущем дереве во время мороза при резком понижении температуры. Согласно ГОСТу, к ней относится и
    - громобоина — трещина, возникшая вследствие удара молнии.

  - Трещина сжатия — единственный вид поперечных трещин. Образуется в стволе молодого удлинённого дерева при чрезмерных нагрузках.
  - Отщеп — возникшая при заготовке или распиловке лесоматериалов сквозная боковая трещина, отходящая от торца. Входит в группу пороков «инородные включения, механические повреждения и пороки обработки».
  - Трещина усушки — это наружная трещина, возникающая при высыхании древесины и распространяющаяся от поверхности вглубь. На торце может быть похожей на метик или отлуп, образующиеся во время роста дерева.
  - Трещины, возникающие при распиловке, пропарке и пропитке древесины.

## Пороки формы ствола
- Сбежистость — постепенное уменьшение диаметра ствола или ширины необрезного пиломатериала по всей её длине по направлению от комля к вершине, превышающее нормальный сбег, равный 1 см на 1 м длины. Сбег ствола является неизбежным явлением; пороком признаётся лишь сбег, превышающий указанную величину. Хвойные деревья менее сбежистые, чем лиственные; отдельно стоящие деревья более сбежисты; также сбежистость является наследственным признаком некоторых форм древесных пород. Наибольший сбег наблюдается в верхней части ствола, а наименьший — в средней. Для предотвращения сбежистости требуется лучший уход за древостоями для создания высокого бонитета насаждений, при котором деревья полнодревеснее. Неизбежным следствием сбежистости являются перерезание годичных слоёв и искусственный косослой, уменьшающие прочность материала на изгиб. Особенно этому явлению подвержены лесоматериалы из периферических частей ствола. Сбежистость увеличивает количество отходов при распиле (горбыль) и лущении, приводит к значительному увеличению расхода сырья и снижению его качества. Определяют сбег по разнице диаметров (у необрезных пиломатериалов — ширины) верхнего и нижнего торцов сортимента, выражая в сантиметрах на метр длины или в процентах. В комлевых лесоматериалах нижний конец сортимента измеряют на расстоянии 1 м от комлевого обреза.
- Закомелистость — частный случай сбежистости: резкое увеличение диаметра комлевой части круглого лесоматериала или ширины необрезного пиломатериала, когда диаметр (ширина) комлевого торца не менее, чем в 1,2 раза превышает диаметр (ширину), измеренные на 1 м выше. При распиле неизбежно появление большого количества отходов, а полученный материал имеет невысокое качество в результате появления большого количества перерезанных волокон;
  - округлая закомелистость — с округлой формой поперечного сечения ствола;
  - ребристая закомелистость — ствол дерева внизу имеет рёбра и углубления (ройки[3]), связанные с корневыми наплывами; поперечное сечение имеет неправильную многолопастную форму. При распиле на доски большую часть ствола выбраковывают в отходы, поскольку такие доски сильно коробятся и имеют пониженную прочность.
- Продольная ребристость — наличие глубоких продольных углублений (роек) на стволе, которые могут тянуться до нескольких метров. Данный порок, в отличие от ребристой закомелистости, может располагаться не только на комле. К ребристости склонны стволы лиственных пород: серой ольхи, бука[3]; самый характерный порок граба. Снижает выход пиломатериалов, особенно нежелательна у фанерных кряжей. Измеряется разницей между наибольшим и наименьшим диаметрами, при необходимости измеряют длину ройки в сантиметрах или долях длины сортимента.

- Овальность — форма торца круглого лесоматериала, у которого больший диаметр не менее, чем в 1,5 раза превышает меньший. Возникает от воздействия ветра, солнечного перегрева и других причин. Часто сопутствует смещённой сердцевине. Толщина колец в местах с наименьшим и наибольшим радиусом различается. Может создавать трудности при использовании круглого лесоматериала, увеличивает количество отходов при лущении, является признаком наличия в стволе крени или тяговой древесины. Измеряется по разности между наибольшим и наименьшим диаметрами соответствующего торца.
- Двойная вершина — возникает при гибели верхушечного побега и замене его двумя, реже более, боковыми побегами. Место, где произошло раздвоение, называется развилкой, рассохой или рогулей, а когда-то даже называлось иезуиткой. Лес из таких деревьев назывался рассошником[4][5][6][7]. Понижает выход деловой древесины из ствола в зависимости от высоты раздвоения. Под развилкой присутствует двойная сердцевина. Раздвоенный участок обычно идёт в отходы. Измеряется высота места раздвоения ствола.
- Нарост (устаревшие названия — наплыв, выплыв, выплавок; болона́, блона; выль, валок; папорт[8]) — резкое местное утолщение ствола различной формы и размеров, сопровождается свилеватостью древесины. Причинами появления наростов считаются различные раздражения и повреждения камбия и спящих почек. В числе предполагаемых причин называются вирусы, бактерии, паразитные грибы и механические факторы. Имеет более высокий объёмный вес и бо́льшую твёрдость, чем древесина ствола. Показатели предела прочности при действии силы в разных направлениях — вдоль волокон, тангентальном и радиальном — одинаковы. Наросты осложняют переработку древесины и использование её по назначению. При заготовке древесины нарост обычно удаляют вместе с участком ствола, из-за чего снижается выход круглой древесины. Тем не менее, из наростов изготовляют отделочные материалы, мелкие художественные и бытовые изделия, например, ендо́вы.

Наросты на круглых лесоматериалах и необрезных пиломатериалах измеряются по длине и толщине. В зависимости от специфики сортимента допускается измерять один из указанных параметров. По форме наросты бывают шарообразными, односторонними и в виде опоясывающего ствол кольцевого вздутия. В зависимости от внешнего вида и строения древесины различают наросты четырёх видов.
- Сувель — гладкий нарост со слабо свилеватой древесиной, без почек внутри. Встречается на всех породах, в большинстве случаев на лиственных. Чаще появляется на комлевой части ствола. У сосны и ели сувели имеют извилистые и сравнительно широкие годичные слои и слагаются из коротких, толстостенных трахеид, имеющих изогнутые или раздвоенные окончания, и из многочисленных, в 2—3 раза более крупных, чем в стволе, сердцевинных лучей. Сувель находит применение в народных промыслах. Сувели, взятые с хвойных деревьев, отличаются повышенным содержанием смолы и используются как осмол;
- Кап — неровный снаружи нарост, покрытый почками и мелкими побегами. Внутри сильно свилеватый и имеет множество глазков, представляющих собой заросшие спящие почки. При очистке от коры имеет рельеф в виде капель. Служит сырьём для производства ценных декоративных изделий и материалов;
- Омеловый нарост возникает при поселении на ветви дерева паразитического растения — омелы. Отличается от гладкой сувели наличием большого количества каналов и отверстий от присосок паразитического растения. Омела встречается в Крыму, на Кавказе и Дальнем Востоке. Паразитирует на многих хвойных (чаще на сосне и пихте) и лиственных (чаще на яблоне, груше и некоторых видах дубов) породах деревьев;
- Раковый нарост — образуется на дереве, поражённом некоторыми видами рака. Имеет неправильную форму.

- Узловатость — встречающееся у сосны обилие поверхностно заросших сучков в виде желваков на месте расположенных мутовчато ветвей.
- Кривизна — отклонение продольной оси сортимента от прямой линии, обусловленное искривлением ствола. При измерении кривизны комлевых лесоматериалов первый метр от нижнего торца в расчёт не принимают. Увеличивает количество отходов, снижает прочность на сжатие при использовании в круглом виде, при распиле появляется искусственный косослой:
  - простая кривизна — только с одним изгибом;
    - саблевидность — плавный изгиб внизу прямого ствола, часто встречается у ели и лиственницы;

  - сложная кривизна — с двумя или более изгибами сортимента в одной или нескольких плоскостях;
    - спиралевидность — винтообразный ствол, встречается у сосны, бука и пихты.

## Пороки строения древесины
- Тангентальный (тангенциальный) наклон волокон, или природный косослой (неофиц.) — выражается в расположении волокон по спирали вокруг оси дерева или по наклонному расположению волокон на тангентальной поверхности пиломатериала и шпона. Определяется по трещинам на стволе. При измерении первый метр от комлевого торца в расчёт не принимают. Косослой увеличивает прочность древесины при раскалывании, порождает повышенную продольную усушку и коробление.
- Радиальный наклон волокон, или искусственный косослой (неофиц.), или перерезание годовых слоёв (неофиц.) — отклонение направления годовых слоёв от продольной оси пиломатериала, шпона или деталей. Возникает при распиле сортиментов с закомелистостью и кривизной, а также при неправильном распиле нормального лесоматериала. Древесина с таким пороком плохо воспринимает поперечную нагрузку, не подходит для гнутья. Затрудняет механическую обработку (строжку и тёску)[12].
- Крень — изменение строения в нижней зоне ствола и сучьев древесины хвойных пород в виде утолщения и потемнения годичных слоёв поздней древесины. На спиле выглядит как дугообразные, реже кольцевые участки тёмноокрашенной древесины; на боковых поверхностях пиломатериалов — в виде такого же цвета полос. Свойственна искривлённым и наклонно стоящим стволам и всем сучьям. Часто сопровождается смещением сердцевины (см. ниже). Повышает твёрдость и прочность древесины при сжатии и статическом изгибе, мешает механической обработке древесины, снижает ударную вязкость при изгибе и прочность при растяжении, резко увеличивает усушку вдоль волокон, что служит причиной растрескивания и продольного коробления, препятствует пропитке, ухудшает внешний вид. Различаются:
  - местная крень, или кремнина (неофиц.) — в виде узких дугообразных участков или полос, захватывающих один или несколько годичных слоёв;
  - сплошная крень — в виде значительных сплошных участков, расположенных по одну сторону от сердцевины и захватывающих половину или более площади поперечного сечения.
- Тяговая древесина — изменение строения древесины лиственных пород в растянутой зоне стволов и сучьев, проявляющееся в резком увеличении толщины годичных слоёв. Обнаруживается по ворсистости, иногда по изменению окраски. На торцах имеет вид дугообразных участков, на пиломатериалах и шпоне из пород древесины с отчётливыми годичными кольцами (дуб, ясень) — в виде узких полос-тяжей. Повышает прочность древесины при растяжении вдоль волокон и ударную вязкость при изгибе, снижает прочность при сжатии волокон и статическом изгибе, повышает усушку во всех направлениях, что способствует короблению и появлению трещин, затрудняет обработку, приводя к образованию ворсистости и мшистости.
- Широкослойность — повышенная ширина годовых слоёв. Характерна, к примеру, для мяндовой сосны, растущей на сырых местах[13]. Такая древесина отличается от мелкослойной мягкостью и непрочностью[14][15][16].
- Свилеватость — извилистое или беспорядочное расположение волокон древесины. Встречается на всех древесных породах. Из свилеватой древесины состоят наросты (см. выше). Свилеватость характерна для карельской берёзы и многих тропических пород древесины. Снижает прочность древесины при растяжении, сжатии и изгибе; повышает прочность при раскалывании, затрудняет строгание и тёску, зато высоко ценится в отделочных материалах[17]. Различаются:
  - волнистая свилеватость — с более-менее правильным расположением волокон, и
  - путаная свилеватость — с беспорядочным расположением волокон.
- Завиток — местное искривление годичных слоёв, обусловленное близким расположением сучков или проростей (см. ниже). Выглядит как частично перерезанный, скобкообразно выгнутый контур. Сильно снижает прочность древесины при расположении в растянутой зоне опасного сечения. По положению на изделии делится на:
  - односторонний завиток — выходящий на одну или две смежных стороны, и
  - сквозной завиток — выходящий на противоположные стороны пилопродукции или детали.Глазки в глазковом клёне
- Глазки́ — следы не развившихся в побег спящих почек. Наблюдаются при разрезе капа, глазкового клёна и других пород древесины. В малых сортиментах снижают прочность при изгибе. Почти не сказываются на прочности при сжатии и скалывании, а щётки даже повышают её. Различаются по:
  - частоте:
    - разбросанные глазки́ — расположенные одиночно на расстоянии более 10 мм друг от друга, и
    - групповые глазки́, или щётки (неофиц.) — сосредоточенные в количестве трёх и более на расстоянии не более 10 мм;

  - по окраске:
    - светлые — приближающиеся по цвету к окружающей древесине, и
    - тёмные — значительно темнее её.
- Кармашек, или смоляной карман (неофиц.), или серни́ца[18][19] (неофиц.) — полость внутри или между годовых слоёв, заполненная смолой или камедью. Особенно характерен для ели. Вытекающее из кармашков содержимое портит поверхность изделий и препятствует их внешней отделке и склеиванию, пачкает инструменты. Различаются односторонний и сквозной смоляной карман.

- Двойная сердцевина, на поверхности видны риски, посередине прорость
- Двойная сердцевина в сросшихся стволах
- Пасынок снаружи
- Пасынок в разрезе

- Сердцевина — узкая (около 5 мм) центральная часть ствола, состоящая из рыхлой ткани бурого или более светлого, чем окружающая древесина, цвета. Сортименты с сердцевиной, особенно с двойной, легко растрескиваются. Имеются два отклонения положения сердцевины:
  - двойная сердцевина — наличие в сортименте двух или более сердцевин сСмещённая сердцевина самостоятельными системами годичных слоёв, окружённых снаружи одной общей системой. Сопутствует двойной вершине. Появляется при раздвоении ствола или при срастании двух соседних деревьев. Сопровождается овальностью сечения ствола и имеет внутри заросшую прорость с остатками коры; в пиломатериалах и на шпоне наблюдается в виде двух расположенных под углом друг к другу сердцевинных полосок;
  - смещённая сердцевина — эксцентричное расположение сердцевины; как правило, сопровождается овальностью ствола (см. выше). Может являться признаком присутствия в стволе крени и тяговой древесины (см.). Измеряется по отклонению сердцевины от геометрического центра ствола и выражается в целых сантиметрах или процентах от среднего диаметра торца.
- Пасынок — сучок на месте крупного побега, конкурировавшего с главным стволом, отмершего или отставшего в росте. Пронизывает материал под острым углом на значительном протяжении, имеет вид сильно вытянутого овала с отношением сторон более чем 1:4. Может нарушать целостность пиломатериала, сильно снижает его прочность при растяжении и изгибе.

- Сухобокость
- Открытая прорость снаружи
- Открытая прорость на торце лесоматериала
- Закрытая прорость

- Сухобокость, или сухобочина (неофиц.) — омертвевший в процессе роста дерева участок ствола, возникший в результате повреждений (ушиб, заруб). Обычно лишена коры, углублена в ствол и окружена валиком нарастающей древесины и коры (ср. обдир коры). Часто сопровождается засмолком (см. ниже) и заболонными грибными окрасками, может быть поражена грибами и гнилью.
- Прорость — зарастающая или заросшая рана, сопровождающаяся продольной щелью, как правило, заполненная остатками коры и омертвевшими тканями. Может сопровождаться засмолком, изменением окраски и грибными поражениями. Различается:
  - по наличии на поверхности ствола: открытая и закрытая, а также сросшаяся прорость — участок свилеватой древесины, распиленной рядом с закрытой проростью, на поверхности шпона;
  - по количеству выходов (открытая): односторонняя и сквозная;
  - по цвету: светлая (без коры) и тёмная (темнее окружающей древесины или с корой);
  - желобки — глубокие бороздки с сомкнутыми краями[19], идущие вниз от оснований толстых сучьев лиственных деревьев. Особенно часто встречаются у бука. Образуются в результате нарушения деятельности камбия. Создают большое количество отходов при производстве фанеры и пиломатериалов. Измеряются длина желобка и разница между наибольшим диаметром ствола и диаметром, ограниченным глубиной проникновения желобков.

- Открытый рак
- Закрытый рак на стволе сливы
- Закрытый рак на берёзе
- Закрытый рак со вздутием на стволе серой ольхи

- Рак — углубление или вздутие, образовавшееся в результате деятельности грибов или бактерий. На поражённом участке древесина не нарастает, но на противоположной стороне ствола ввиду усиленного прироста можно обнаружить характерную опухоль. У хвойных пород сопровождается смолотечением и сильным засмолением древесины. Различаются:
  - открытый рак, и
  - закрытый рак, наблюдаемый снаружи как вздутие коры и древесины.

- Засмолок — участок хвойной древесины, обильно пропитанный смолой. Особенно часто встречается у ели. В круглых лесоматериалах обнаруживается по наличию ран и скоплению смолы; в пиломатериалах засмолок значительно темнее окружающей древесины, в тонких деталях просвечивает. Древесина с засмолком тяжелее остальной. Существенно не влияет на прочность древесины, но снижает её пропитываемость и затрудняет отделку, склеивание и облицовывание.
- Ложное ядро — тёмное неравномерно окрашенное ядро, граница которого не совпадает с годичными слоями. Встречается у древесных пород с нерегулярным ядрообразованием (например, берёза, бук, клён). Отделено от заболони тёмной, реже светлой защитной каймой, которая может делить ядро на несколько зон с разными типами зональности. Окраску имеет тёмно-бурую или красно-бурую, иногда с фиолетовым, лиловым или тёмно-зелёным оттенком. На срезе может быть центральным или смещённым, округлым или звёздчатым. По стойкости к загниванию превосходит заболонь. При отсутствии признаков грибного поражения не влияет на прочность древесины, но в случае загнивания ложное ядро становится хрупким, портит внешний вид древесины, снижает её прочность при растяжении вдоль волокон и проницаемость. У берёзы легко растрескивается.
- Пятнистость — окраска заболони лиственных пород в виде пятен и полос без понижения плотности древесины, возникающая в растущем дереве и близкая по цвету к ядру, различаются по форме и направлению. Размещается в основном на границе ядра и заболони. На прочность не влияет, но на шпоне крупные пятна радиальной пятнистости (более 10 см) могут растрескаться. Подразделяется:
  - тангентальная — вдоль годовых колец. На торце наблюдается в виде дуги в пределах не более одного годового кольца и длиной 0,1—2 см; на радиальном срезе — как продольная узкая полоса, а на тангентальном — как широкая. Тянется вдоль ствола от корней на несколько метров, иногда до вершины. Сосуды в окрашенной древесине закупорены тиллами и сокодвижение в них прекращено. Тангентальная пятнистость, часто встречающаяся у бука, имеет невыясненное негрибное происхождение. У других твёрдолиственных пород (дуб, вяз, ильм, берест), она попадается значительно реже и только в мягкой части заболони, поэтому не наносит существенного вреда качеству древесины. Вызывается грибками рода Офиостома (Ophiostoma) — возбудителями голландской болезни вяза;Челнок
  - радиальная — местное изменение окраски древесины возле ран и отмерших сучков. На поперечных разрезах идёт по радиусу в направлении наружной стороны. Имеет небольшой размер и относительно неправильную форму. Встречается у всех лиственных пород. Радиальная пятнистость, идущая в заболони дуба или осины по окружности, является следствием повреждения дятлами ранней весной при добывании сока. На продольных разрезах может иметь вид коротких выклинивающихся к концам полос и называется в этом случае
    - челноками;

  - прожилки, или сердцевинные повторения (неофиц.) — пятнистость в виде тонких желтовато-бурых полосок рыхлой ткани, расположенных на границе годичных слоёв. Представляет собой заросшие следы повреждения камбия личинками некоторых видов мух;
  - следы от прожилок — белёсые или темноватые полоски на поверхности шпона, возникающие от залегающих под ними на глубине не более 1 мм прожилок.

- Внутренняя заболонь и прожилки
- Внутренняя заболонь на продольном распиле дуба
- Большеболонность у дуба черешчатого

- Внутренняя заболонь — годичные кольца, расположенные внутри ядра, схожие по окраске и свойствам с заболонью в виде одного или нескольких колец разной ширины. Легко проводит жидкости, часто сопровождается гнилью. Прочность как у ядра. Такой порок наблюдается у лиственных пород, особенно у дуба и ясеня. Для мозаичных работ этот порок очень ценен. В лиственных и хвойных породах иногда встречаются участки, на которых в естественных условиях древесина бывает темнее или светлее основного фона. В лиственных породах — тёмно-красная окраска, а в хвойных — светло-жёлтая[9].
- Большеболо́нность — увеличенная по сравнению с нормальной ширина заболони[20]. Встречается большеболонность двух видов:
  - правильная — с одинаково расширенной заболонью по всей окружности ядра, и
  - односторонняя — с заболонью, увеличенной с одной стороны.
- Водослой — участки ядра ненормально тёмной окраски, возникающие в растущем дереве в результате накопления влаги, расположенные преимущественно в комлевой части. На торцах свежесрубленных деревьев выглядят как мокрые, тёмные, а зимой — мёрзлые стекловидные пятна, на продольных разрезах — полосы. При высыхании тёмная окраска пропадает или бледнеет, но на поверхности появляются мелкие трещины. Снижает ударную вязкость при изгибе, часто сопровождается гнилью. Встречается у всех пород дерева, чаще у хвойных.

## Химические окраски
- Химическая окраска — ненормально окрашенные участки в Оранжевая окраска свежераспиленной или свежесрубленной древесине, изменившие цвет в результате химических и дубильных процессов, по большей части при окислении дубильных веществ во время лесосплава, реже при вторичном увлажнении. Расположены обычно в поверхностных слоях древесины (1—5 мм), иногда глубже; при высыхании в той или иной степени выцветают. Появляются у многих лиственных и хвойных пород древесины. Не меняют физико-химические свойства древесины, но ухудшают её вид. В шпоне и фанере измеряют процент поражения площади листа.
  - Различается по типам:
    - продубина — поверхностная (обычно не глубже 2-5 мм) красновато-коричневая или синевато-бурая окраска боковых поверхностей круглых лесоматериалов, возникающая при окисления дубильных веществ. Встречается на породах, древесина или кора которых богаты дубильными веществами. Характерна для сплавной древесины;
      - дубильные потёки — поверхностные пятна ржаво-бурого цвета, глубиной до 1 мм, появляющиеся на ядровой древесине при окислении вымываемых из неё дубильных веществ;
      - чернильные пятна — пятна и полосы серовато-синего или чёрного цвета, возникающие на шпоне, фанере и пластях пиломатериалов, произведённых из пород, богатых дубильными веществами: дуба, берёзы, лиственницы и других. Появляются при взаимодействии дубильных веществ с железом и его солями во влажной древесине. От грибной синевы можно отличить по изменению окраски на ярко-красную при взаимодействии с раствором тиоцианата аммония или тиоцианата калия.

    - желтизна́ — сплошная поверхностная (до 3 мм) светло-жёлтая окраска заболони пиломатериалов, выпиленных из хвойной сплавной древесины, возникающая при её интенсивной сушке. В отличие от грибной желтизны не меняет цвета при воздействии 10%-го раствора гидроксида натрия;
      - оранжевая окраска — расплывчатые продольные языки, расположенные у торца пиломатериала или шпона сплавной берёзы. Вглубь сортимента выклиниваются, а у края иногда сливаются в сплошную окраску. Возле торца на оранжевом фоне часто бывают выцветы в виде белых языков светлее нормальной древесины, появившиеся при вымывании красящих веществ водой. На просвет ни окраска, ни выцветы не заметны. На поверхности пиломатериалов и шпона окраска ярче, чем внутри. После искусственной сушки окраска становится ярче, но со временем исчезает под действием дневного света.

  - и по интенсивности цвета:
    - светлая — не маскирует текстуру,
    - и тёмная — маскирует текстуру.

## Грибные поражения
Грибны́е пораже́ния древеси́ны — это явления различного характера, возникающие в древесине с участием грибов.
- Грибные ядровые пятна (полосы), или внутренняя темнина (неофиц.), в том числе
  - внутренняя краснина:

ненормально окрашенные участки ядра, возникающие в растущем дереве, не уменьшающие твёрдость древесины и сохранившие её структуру.
- Плесень, портящая внешний вид, но не вызывающая разрушения древесины.
- Заболонные грибные окраски — ненормальные окраски заболони без понижения твёрдости древесины, в том числе широко распространённая
  - синева — серая окраска синеватых или зеленоватых оттенков, а также
  - цветные заболонные пятна — оранжевая, жёлтая, розовая (до светло-фиолетовой) и коричневая окраски.
- Побурение, возникающее в срубленной древесине с участием грибов или без них и вызывающее некоторое снижение твёрдости древесины.
- Гниль — ненормальные по цвету участки древесины с понижением твёрдости:
  - пёстрая ситовая гниль, или ситовина (неофиц.) — желтоватые пятна и полосы с ячеистой или волокнистой структурой;
  - бурая трещиноватая гниль;
  - белая волокнистая гниль, в том числе
    - мраморная гниль — светлые участки поражённой древесины бывают ограничены от более тёмных чёрными линиями;

  - умеренная гниль — шоколадного цвета, тёмно-коричневая или чёрная, мягкая в влажном состоянии;
  - также по месту возникновения и твёрдости гниль может быть наружной трухлявой, ядровой и заболонной: твёрдой и мягкой.
- Дупло образуется в результате полного разрушения внутренней части древесины.

Одним из процессов гниения древесины с участием штабельных грибов является задыхание, или прелость, при котором сменяют друг друга несколько видов грибных поражений. Наиболее опасным возбудителем гнили является настоящий домовый гриб.

## Биологические повреждения
- Червоточина — ходы и отверстия, проделанные в древесине насекомыми-ксилофагами и их личинками, такими как жуки-короеды, жуки-усачи, долгоносики, домовые жуки-точильщики, некоторые виды муравьёв, бабочки-древоточцы и стеклянницы, термиты, и таким же образом двустворчатыми моллюсками из семейства терединовые и рачками из родов Limnoria и Sphaeroma из отряда равноногих[21]. Неглубокая и глубокая червоточины могут снизить прочность древесины. Поражение червоточиной обычно влечёт за собой появление заболонных грибных окрасок, побурения и заболонной гнили (см. грибные поражения древесины). Наличие живых личинок говорит о продолжающемся развитии червоточин; в окорённых материалах оно быстро останавливается, а в неокорённых может продолжаться до созревания личинок. В сухой древесине поселяются другие виды насекомых-вредителей. Исчисляется червоточина количеством на 1 погонный метр материала, а в фанере — на 1 лист. Червоточины различаются по глубине:Некрупные червоточины
  - поверхностная — не глубже 3 мм (ходы, проделанные короедами). Не влияет на прочность древесины;
  - неглубокая — проникающая в круглые лесоматериалы не глубже 15 мм, а в пиломатериалы — 5 мм;
  - глубокая — различается по диаметру на:
    - некрупную — не более 3 мм, и
    - крупную;

  - выделяется также сквозная червоточина.
- Повреждение древесины паразитными растениями — отверстия в древесине, возникающие в результате жизнедеятельности паразитических растений, например, омелы, ремнецветника. Различается по глубине.
- Повреждение птицами — полость в круглых лесоматериалах, возникающая в результате жизнедеятельности птиц, например, дятла.

## Инородные включения, механические повреждения и пороки обработки
Раздел включает в себя обширную группу пороков механического происхождения, появляющихся при участии человека в процессе заготовки и обработки древесины, например, при добыче живицы (карра), или как производственный брак (выхват, вырыв, недошлифовка, риски, ворсистость и т. д.), при воздействии животных, других природных факторов, а также инородное включение.
- Инородное включение — присутствующее в лесоматериале постороннее тело недревесного происхождения (камень, проволока, гвоздь, металлический осколок, пуля). Внешним признаком скрытого порока в круглом лесоматериале могут быть местные вздутия и складки коры и древесины, вмятины, отверстия на боковой поверхности, а в пиломатериалах — изменение цвета окружающей древесины. Затрудняет обработку древесины, может привести к аварии (поломке полотна пилы). Этот порок не измеряется, только учитывается его наличие.
- Обдир коры — участок поверхности ствола или неокорённого круглого лесоматериала, лишённый коры. В лесу появляется на отдельных деревьях при повреждении их копытными животными и грызунами. Предшествует появлению сухобокости (см.), окружённой валиком наплывшей древесины. Снижает стойкость живых деревьев и свежезаготовленного круглого лесоматериала к заражению грибами и трещинам.
Измеряется обдир коры двумя разными способами: 1) по ширине и длине зоны повреждения. Если это обусловлено спецификой сортимента, допускается измерять один из указанных параметров; 2) по площади зоны повреждения (в процентах от площади боковой поверхности сортимента).
Также причиной отсутствия коры могут быть:
  - ожог коры, появляющийся в результате пожара или при резком нагревании весенним солнцем южной стороны стволов деревьев с тонкой корой — таких, как бук, граб, ель, пихта. Кора сходит вследствие отмирания камбия. Такое часто происходит на опушке леса;
  - ошмы́г — механическое повреждение кроны и наружной части ствола дерева, вызванное падением соседних деревьев. Возникает при ветровале, снеговале и во время рубки леса. Во избежание ошмыга при рубке следует тщательнее выбирать направление валки дерева. Ошмыг способствует ослаблению и усыханию деревьев, проникновению инфекции, нападению насекомых-вредителей, потере технических качеств древесины[23].
- Обугленность — обгорелые и обуглившиеся участки поверхности лесоматериалов, появившиеся в результате повреждения огнём.
- Карра — повреждение древесины, нанесённое при подсочке во время добычи живицы из хвойных деревьев, сопровождающееся засмолением древесины. Для её нанесения используется специальный инструмент — хак. Карра способствует грибному поражению деревьев и круглых сортиментов. Этому повреждению сопутствуют засмолок (см.) и нередко внутренняя краснина в подзаболонной части. Измеряют карру по глубине, ширине и длине; либо, если это обусловлено спецификой сортимента, допускается измерять один или два из указанных параметров.

- Инородное включение
- Обдир коры
- Карра

## Покоробленности
- Покоробленность — это изменение формы сортимента при выпиливании, сушке или хранении.
  - Продольная покоробленность по пласти — доска изгибается в сторону пласти. По сложности различается как:
    - простая покоробленность — продольная покоробленность по пласти, характеризующаяся только одним изгибом; и
    - сложная покоробленность — продольная покоробленность по пласти, характеризующаяся несколькими изгибами.

  - Продольная покоробленность по кромке — доска загибается в сторону кромки.
  - Поперечная покоробленность — изменение формы поперечного сечения материала, например, сортимент становится желобоватым или приобретает ромбическое сечение. У сердцевинного сортимента края становятся тоньше середины.
  - Крыловатость, или винтовая покоробленность (неофиц.) — спиральная покоробленность по длине.